# Virginia (Südafrika)
Virginia ist eine Stadt in der südafrikanischen Provinz Freistaat. Sie liegt in der Lokalgemeinde Matjhabeng im Distrikt Lejweleputswa.

## Geographie
2011 hatte Virginia 21.846 Einwohner; das benachbarte Township Meloding hatte 44.362 Einwohner. Die Stadt liegt an beiden Ufern des Sand, einem Nebenfluss des Vet, der wiederum in den Vaal fließt. Meloding schließt sich südöstlich an die Stadt an. Die Stadt liegt im überwiegend flachen Highveld. Die deutlich größere Stadt Welkom befindet sich rund 20 Kilometer nordwestlich, Bloemfontein rund 140 Kilometer südwestlich. Bis Johannesburg im Nordosten sind es ungefähr 240 Kilometer.

## Geschichte
Im Jahr 1890 kamen zwei Eisenbahningenieure aus dem US-Bundesstaat Virginia in das Gebiet und meißelten in der Nähe der Farm Merriespruit den Namen ihres Heimatstaates in einen Stein. Als eine Nebenbahn schließlich dorthin führte, wurde der Name als Ortsname gewählt. 1955 wurde dort Gold entdeckt. In der Folge entstanden mehrere Siedlungen am Ufer des Sand River. 1988 trat der Fluss über die Ufer und überschwemmte einen großen Teil der Stadt. 1994 brach der Merriespruit Tailings Dam in der Nähe Virginias, ein Tailings-Damm an einem Schlammteich. Dabei starben 17 Menschen.

## Wirtschaft und Verkehr
Virginia liegt im Zentrum eines der bedeutendsten Goldfördergebiete Südafrikas. Wichtigster Wirtschaftszweig ist die Goldförderung und -verarbeitung. Im ländlichen Gebiet um Virginia herum wird vor allem Mais angebaut und Viehwirtschaft betrieben.
In rund 20 Kilometern führt östlich von Virginia die Nationalstraße N1, die Johannesburg und Kapstadt verbindet, vorbei. Virginia liegt etwas westlich der Bahnstrecke von Johannesburg nach Bloemfontein. Der Bahnhof Virginia wird je Richtung drei Mal wöchentlich im Personenverkehr der Relation Johannesburg–Gqeberha bedient. Er dient aber vor allem dem Güterverkehr. Bei Virginia liegt der Harmony Airport (ICAO-Code: FAHA), der nicht mit Linienflugzeugen bedient wird.

## Persönlichkeiten
- Jean Deysel (* 1985), Rugby-Union-Spieler
- Reinardt Janse van Rensburg (* 1989), Radsportler
- Vinny Fountain (* 1991), britischer Biathlet